# 나가이 나오유키 (1816년)
나가이 나오유키/나오무네(永井尚志)는 막말의 하타모토(旗本)이다. 미시마 유키오 부친의 고조부에 해당한다.

## 생애

### 어린 시절
1816년 분카 13년 11월 3일, 미카와 오쿠토노 번 제5대 번주 마쓰다이라 노리타다와 첩실의 사이에서 태어났다. 아명은 이와노쇼(岩之丞), 호를 스케도(介堂)라고 했다. 아버지의 말년에 태어난 아들로 이미 가독은 양자였던 마쓰다이라 노리요시에게 물려졌기 때문에 25세 무렵에 하타모토였던 나가이 히사노리(永井尚徳)의 양자가 되었다.

### 이력
1853년 가에이 6년, 막부로부터 감독관으로 등용된다. 1854년 안세이 원년에는 나가사키 해군전습소 총감(소장)으로 나가사키에 가서, 나가사키 제철소의 창설에 착수하는 등 활약했다. 1858년에 그때까지의 공적으로 상을 받게 되었고, 소환되어 이와세 다다니리와 함께 외국 봉행에 임명되었다. 그리고 러시아, 영국, 프랑스와 협상을 맡아 통상조약 체결했다. 그 공적으로 군함 부교로 승진했지만, 직후 장군 후계자 다툼에서 히토쓰바시 요시노부를 지지하는 히토쓰바시 파(一橋派)에 속했기 때문에, 난키 파(南紀派) 다이로 이이 나오스케에 의해 파면되고 실각했다.
나오스케 사후인 분큐 2년 1862년, 교토 정봉행으로 복귀하였고, 겐지 원년인 1864년에 대목부(大目付, 감독관)이 된다. 1863년 8월 18일의 정변, 1864년 7월 19일 금문의 변에서는 막부 측의 사자로서 조정과 협상하는 등 협상 능력에서 수완을 발휘했다.
1867년에는 와카도시요리(若年寄)까지 출세한다. 대정봉환에서도 협상 능력을 발휘했다. 도바·후시미 전투 이후 쇼군 요시노부를 따라 에도로 도망쳐 돌아온 다음에 에노모토 다케아키와 함께 에조치로 갔다가, 하코다테 봉행이 되어 신정부군과 싸웠다. 그러나 패배해 다케아키와 함께 자결하려고 했지만 주위의 만류로 항복했다.
1872년, 메이지 정부에 출사하여 개척사 어용계, 좌완 소의관을 거쳐 1875년에 원로원 권대기관으로 임명되었다.
1891년 7월 1일에 향년 76세로 사망했다.